# Кучук-Яценко, Сергей Иванович
Серге́й Ива́нович Кучук-Яценко (2 августа 1930, Житомир — 22 марта 2021, Киев) — учёный в сфере сварки металлов давлением. Доктор технических наук (1978), профессор (1982). Академик НАН Украины (1988). Заслуженный деятель науки и техники Украины (1998). Лауреат Ленинской премии (1966). Лауреат Государственной премии УССР в области науки и техники (1976). Лауреат Государственной премии СССР (1986). Лауреат премии им. Е. О. Патона (2000).

## Биография
С 1948 по 1953 учился в Киевском политехническом институте. Закончив учёбу, поступил на работу в Институт электросварки имени Е. О. Патона изначально на должность младшего научного сотрудника, а затем стал старшим научным сотрудником (1960—1968). В 1960 году защитил кандидатскую диссертацию. С 1968 год, в течение десяти лет, заведовал лабораторией, а затем с 1978 года и отделом «Сварки давлением». В 1972 году защитил докторскую диссертацию. С 1985 года стал заместителем директора ИЭС им. Е. О. Патона. С 1978 года стал членом-корреспондентом АН Украины. В 1982 году стал профессором, а в 1988 году — академиком АН Украины.

## Публикации
- Кучук-Яценко С. И. Контактная стыковая сварка оплавлением. — Киев: Наукова думка. — 1992.
- Кучук-Яценко С. И., Богорский М. В., Горонков Н. Д. Контактная сварка рельсов повышенной прочности // «Автоматическая сварка» . — № 3. — 1994.
- Кучук-Яценко С. И., Никитин А. С. Казымов Б. И., Зяхор И. В. Контактная стыковая сварка коррозионностойкой стали 12Х18Н10Т // «Автоматическая сварка». — № 11. — 1995.
- Кучук-Яценко С. И., Никитин А. С. Харченко Г. К. Исследование особенностей массопереноса при сварке в твердой фазе // «Автоматическая сварка». — № 12. — 1996.
- Кучук-Яценко С. И., Казымов Б. И.. Швец Ю. В. Контактная стыковая сварка сталей бейнитного класса // «Автоматическая сварка». — № 2. — 1997.
- Кучук-Яценко С. И., Никитин А. С. Контактная стыковая сварка труб из коррозионностойкой сталей // «Автоматическая сварка». — № 10. — 1997.
- Кучук-Яценко С. И., Игнатенко В. Ю., Качинский В. С., Коваль М. П. Исследование качества соединений из теплоустойчивых и закаливающихся сталей, выполненных прессовой сваркой с нагревом дугой, управляемой магнитным полем // «Автоматическая сварка». — № 6. — 1998.
- Кучук-Яценко С. И. Сварка в твердой фазе высокопрочных сталей ферритного, аустенитного и мартенситного класса // Юбилейный сборник трудов 17с НАНУ «Современное материаловедение, XXI век». — Киев: Наукова думка. — 1998.
- Кучук—Яценко С. И., Богорский М. В., Дидковский А. В. Состояние и перспективы совершенствования контактной стыковой сварки оплавлением // «Автоматическая сварка». — № 12. — 1999.
- Кучук—Яценко С. И., Юштин А. Н., Замков В. Н., Сабокарь В. К., Чвертко П. Н., Петриченко И. К. Сварка давлением интерметталлидного сплава ? — TiAl // «Автоматическая сварка». — № 1. — 2001.

## Награды
- Ленинская премия (1966);
- Государственная премия УССР в области науки и техники (1976);
- Государственная премия СССР (1986);
- «Заслуженный деятель науки и техники Украины» (1998);
- Премия Е. О. Патона (2000);
- Орден князя Ярослава Мудрого V степени (2004)[3], IV степени (2011)[4], III степени (2018)[5];
- Орден Трудового Красного Знамени (два раза);
- Знак Почёта.